# Johann Andreas Wagner
Johann Andreas Wagner (1797 - 1861) foi um arqueólogo e paleontologista alemão.